# قاضی مهذب
ابومحمد، حسن بن علی مصری، شهرت-لقب‌گرفته به قاضی مُهذَّب، همچنین ابن زُبَیر مصری (۱۱۰۶ - ۱۱۶۵م) قاضی، نویسنده، ادیب و شاعر مصری بود.

## زندگی
ابن زبیر در آسوان در مطلع سدهٔ ششم هجری به دنیا آمد. در همان‌جا به بنی‌کَنز پیوست و آنان مدح را نمود، سپس به قاهره کوچید و به طلائع بن رزیک پیوست و از او بسیار مال گرفت.
ابن زبیر برادری به نام رشید احمد داشت که در یمن می‌زیست، گویند آنجا ادعای خلافت نمود و داعیِ فاطمی آنجا او را زندانی کرد. خود ابن زبیر نیز در مدتی در یمن حبس بود. هر دو بعدها آزاد شدند و پس از رجب سال ۵۶۰ به مصر بازگشتند.
ابن زبیر در ربیع‌الثانی ۵۶۱ق در قاهره درگذشت.